# Love Rival Beethoven
Albums de Wang Lee-hom
If You Heard My Song
(1996)
Love Rival Beethoven (chinois: 情敵貝多芬) est le premier album studio du chanteur taïwano-américain Wang Lee-hom, paru en 1995. Il est sorti le 12 décembre 1995 par Bertelsmann Music Group en Taïwan. L'album comporte onze chansons. Il fut publié plus tard par Sony Music Entertainment Taïwan le 19 décembre 1995.

## Liste des chansons
1. 四季
2. 情敵貝多芬
3. 你傷了我的心
4. 為我哭一次好不好
5. Love Me Tender
6. 聽雨
7. 乘著愛自由的飛
8. The Water Is Wide
9. 別這樣我會哭
10. Last Night
11. 不願說再見